# DDR SDRAM
DDR SDRAM  (de las siglas en inglés Double Data Rate Synchronous Dynamic Random-Access Memory) es un tipo de memoria RAM, de la familia de las SDRAM usadas ya desde principios de 1990. Su primera especificación se publicó en junio del 2000. 

## Consideraciones
No todas las placas base soportan un diseño de una única muestra de DDR RAM.

## Visión general
DDR permite a ciertos módulos de memoria RAM compuestos por memorias síncronas (SDRAM), disponibles en encapsulado DIMM, la capacidad de transferir simultáneamente datos por dos canales distintos en un mismo ciclo de reloj. Los módulos DDR soportan una capacidad máxima de 1 GiB (1 073 741 824 bytes).

### Características

Comparación gráfica entre memorias DDR, DDR2 y DDR3 para computadoras portátiles.

Una de sus características es que solo tiene una muesca, y cuenta con 184 terminales de color dorado. Esta memoria opera con 2,5 voltios.

Comparación gráfica entre memorias DDR, DDR2 y DDR3 para estaciones de trabajo.

## Historia
Fueron primero adoptadas por sistemas equipados con procesadores AMD Athlon. Intel con su Pentium 4 en un principio utilizó únicamente memorias RAMBUS, las cuales eran más costosas. Ante el avance en ventas y buen rendimiento de los sistemas AMD basados en DDR SDRAM, Intel se vio obligado a cambiar su estrategia y utilizar memoria DDR, lo que le permitió competir en precio. Son compatibles con los procesadores de Intel Pentium 4 que disponen de un front-side bus de 64 bits de datos y frecuencias de reloj internas que van desde los 133 a los 400 MHz.
Estas se empezaron a desarrollar en 1996 y salieron a mercado en el año 2000.

## Visión detallada
Muchas placas base permiten utilizar estas memorias en dos modos de trabajo distintos:
- Single channel: Todos los módulos de memoria intercambian información con el bus a través de un solo canal, para ello sólo es necesario introducir todos los módulos DIMM en el mismo banco de slots.
- Dual channel: Se reparten los módulos de memoria entre los dos bancos de ranuras diferenciados en la placa base, y pueden intercambiar datos con el bus a través de dos canales simultáneos, uno para cada banco.[1]

### Estándares[2][3]
| Estándar | Velocidad reloj (Mhz) | Velocidad transferencia (MT/s) | Módulo  | Ancho de banda         |
| -------- | --------------------- | ------------------------------ | ------- | ---------------------- |
| DDR-133  | 66 MHz                | 133 MHz                        | PC-1064 | 1064 MB/s (1,064 GB/s) |
| DDR-200  | 100 MHz               | 200 MHz                        | PC-1600 | 1600 MB/s (1,6 GB/s)   |
| DDR-266  | 133 MHz               | 266 MHz                        | PC-2100 | 2128 MB/s (2,128 GB/s) |
| DDR-333  | 166 MHz               | 333 MHz                        | PC-2700 | 2656 MB/s (2,656 GB/s) |
| DDR-400  | 200 MHz               | 400 MHz                        | PC-3200 | 3200 MB/s (3,2 GB/s)   |

1. Se utiliza la nomenclatura PC-XXXX, dónde se indica el ancho de banda del módulo y pueden transferir un volumen de información de 8 bytes en cada ciclo de reloj a las frecuencias descritas. Un ejemplo de cálculo para PC1600: 100 MHz x 2 (Double Data Rate) x 8 B = 1600 MB/s = 1 600 000 000 bytes por segundo.